# Выучейский, Степан Николаевич
Степа́н Никола́евич Выуче́йский (4 января 1923 — 4 декабря 1980) — оленевод, государственный и общественный деятель. Депутат Верховного Совета СССР IX и X созывов.
Родился 4 января 1923 года в Канинской тундре. Участник Великой Отечественной войны.
С 1948 года секретарь Тиманского тундрового совета, затем пастух-оленевод колхоза «Вторая пятилетка». С 1952 по 1954 годы заведующий Тиманским красным чумом. Пастух-оленевод, бригадир оленеводческой бригады в колхозе «Тиманец» и совхозе «Индигский», заведующий оленеводческо-товарной фермой в совхозе «Индигский» с 1954 по 1980 годы. Депутат Верховного Совета СССР двух созывов с 1974 по 1980 годы. Делегат XXV съезда КПСС в 1976 году. Награждён орденом Октябрьской революции в 1971 году, боевыми наградами, золотой медалью ВДНХ.
Умер 4 декабря 1980 года.

## Награды
- Орден Октябрьской Революции (1971).
- Медаль «За боевые заслуги» (18.05.1945).
- Медаль «За оборону Ленинграда».
- Медаль «За победу над Германией в Великой Отечественной войне» (8.07.1946).